# A Ferencvárosi TC 1988–1989-es szezonja
A Ferencvárosi TC 1988–1989-es szezonja szócikk a Ferencvárosi TC első számú férfi labdarúgócsapatának egy szezonjáról szól, mely összességében és sorozatban is a 88. idénye volt a csapatnak a magyar első osztályban. A klub fennállásának ekkor volt a 90. évfordulója.

## Mérkőzések
| Színmagyarázat | Színmagyarázat |
| -------------- | -------------- |
|                | Győzelem.      |
|                | Döntetlen.     |
|                | Vereség.       |

### Közép-európai kupa
1. forduló
| 1988. október 20. 14:30 |

| Bologna FC                                               | 5 – 2               | Ferencváros               |
| -------------------------------------------------------- | ------------------- | ------------------------- |
| Lorenzo 43' Marronaro 45' 54' 90' Aaltonen 87' Villa 68' | (2 – 0) Jegyzőkönyv | Kincses 57' 78' Bánki 80' |

| Stadio Alberto Braglia, Modena Nézőszám: 3 000 Játékvezető: Berisa (jugoszláv) |

| 1988. november 2. 16:00 |

| Ferencváros                                     | 3 – 3               | Bologna FC                              |
| ----------------------------------------------- | ------------------- | --------------------------------------- |
| Topor 30' Fischer 75' (11-esből) 86' (11-esből) | (1 – 3) Jegyzőkönyv | Poli 25' 34' Lorenzo 33' Sorrentino 85' |

| Üllői út, Budapest Nézőszám: 7 000 Játékvezető: Liska (csehszlovák) |

### NB 1 1988–89

#### Őszi fordulók
| 1. forduló 1988. augusztus 13. |

| Siófoki Bányász                  | 0 – 1               | Ferencváros                                 |
| -------------------------------- | ------------------- | ------------------------------------------- |
| Olajos 8' Meksz 51′ Szabó L. 69′ | (0 – 0) Jegyzőkönyv | Pintér 65' (11-esből) 27' Bús 39' Simon 51' |

| Révész Géza utcai stadion, Siófok Nézőszám: 13 000 Játékvezető: Plasek Gábor (magyar) |

| 2. forduló 1988. augusztus 20. |

| Ferencváros                                                               | 3 – 2               | Váci Izzó                    |
| ------------------------------------------------------------------------- | ------------------- | ---------------------------- |
| Fischer 37' 65' (11-esből) Bánki 90' 38' Pintér 70' Dzurják 73' Simon 80′ | (1 – 2) Jegyzőkönyv | Balogh 44' 45' 55' Gelei 84' |

| Üllői út, Budapest Nézőszám: 22 000 Játékvezető: Lázin János (magyar) |

| 3. forduló 1988. augusztus 24. |

| Dunaújvárosi Kohász     | 0 – 2               | Ferencváros                                   |
| ----------------------- | ------------------- | --------------------------------------------- |
| Boldóczki 36' Dupai 75' | (0 – 2) Jegyzőkönyv | Fischer 35' Bánki 37' Limperger 13' Topor 27' |

| Dunaújváros Nézőszám: 10 000 Játékvezető: Varga László (magyar) |

| 4. forduló 1988. szeptember 3. |

| Ferencváros                                | 3 – 0               | Újpesti Dózsa  |
| ------------------------------------------ | ------------------- | -------------- |
| Keller 66' 56' Fischer 69' Dzurják 85' 89′ | (0 – 0) Jegyzőkönyv | Varga 30′, 89′ |

| Üllői út, Budapest Nézőszám: 27 000 Játékvezető: Németh Lajos (magyar) |

| 5. forduló 1988. szeptember 10. |

| Haladás VSE                                   | 2 – 2               | Ferencváros                            |
| --------------------------------------------- | ------------------- | -------------------------------------- |
| Illés 77' (11-esből) 80' Domján 78' Neudl 67′ | (0 – 1) Jegyzőkönyv | Wukovics 17' 86' Bús 41' Limperger 62' |

| Rohonci úti stadion, Szombathely Nézőszám: 20 000 Játékvezető: Fekete Miklós (magyar) |

- Tizenegyesekkel (0 – 2) a Ferencváros nyert.

| 6. forduló 1988. szeptember 14. |

| Ferencváros | 0 – 3               | Budapesti Honvéd                             |
| ----------- | ------------------- | -------------------------------------------- |
|             | (0 – 1) Jegyzőkönyv | Cseh 21' Kovács 50' Gregor 51' Disztl L. 26' |

| Üllői út, Budapest Nézőszám: 30 000 Játékvezető: Kovács I. László (magyar) |

| 7. forduló 1988. szeptember 24. |

| MTK–VM                                                  | 2 – 0               | Ferencváros |
| ------------------------------------------------------- | ------------------- | ----------- |
| Pölöskei 39' Balog 55' Talapa 18' Szalai 30' Kékesi 82' | (1 – 0) Jegyzőkönyv | Pintér 56'  |

| Hungária körút, Budapest Nézőszám: 27 000 Játékvezető: Németh Lajos (magyar) |

| 8. forduló 1988. október 1. |

| Ferencváros | 0 – 2               | Békéscsabai Előre                   |
| ----------- | ------------------- | ----------------------------------- |
|             | (0 – 1) Jegyzőkönyv | Szenti 19' Szekeres 79' Fabulya 57' |

| Üllői út, Budapest Nézőszám: 10 000 Játékvezető: Nagy László (magyar) |

| 9. forduló 1988. október 9. |

| Pécsi MSC | 0 – 1               | Ferencváros                      |
| --------- | ------------------- | -------------------------------- |
| Toma 41'  | (0 – 1) Jegyzőkönyv | Fischer 35' Simon 53' Pintér 65' |

| PMFC Stadion, Pécs Nézőszám: 15 000 Játékvezető: Molnár László (magyar) |

| 10. forduló 1988. október 12. |

| Ferencváros                               | 2 – 1               | Rába ETO                              |
| ----------------------------------------- | ------------------- | ------------------------------------- |
| Kincses 36' Fischer 90' Simon 37' Bús 52' | (1 – 0) Jegyzőkönyv | Urbányi 82' Bordás 11' Preszeller 37' |

| Üllői út, Budapest Nézőszám: 20 000 Játékvezető: Huták Antal (magyar) |

| 11. forduló 1988. október 23. |

| Tatabányai Bányász                           | 2 – 1               | Ferencváros                                |
| -------------------------------------------- | ------------------- | ------------------------------------------ |
| Csapó 1' Plotár 84' 49' Kiss 27' Kiprich 65' | (1 – 0) Jegyzőkönyv | Dukon 90+1' Nagy 11' Topor 32' Fischer 72' |

| Városi Stadion, Tatabánya Nézőszám: 12 000 Játékvezető: Fekete Miklós (magyar) |

| 12. forduló 1988. október 29. |

| Ferencváros                                     | 2 – 1               | Videoton   |
| ----------------------------------------------- | ------------------- | ---------- |
| Bánki 17' 41' Fischer 70' (11-esből) Pintér 18' | (1 – 0) Jegyzőkönyv | Gyenti 89' |

| Üllői út, Budapest Nézőszám: 15 000 Játékvezető: Varga Sándor (magyar) |

| 13. forduló 1988. november 5. |

| Zalaegerszegi TE                        | 2 – 4               | Ferencváros                                                      |
| --------------------------------------- | ------------------- | ---------------------------------------------------------------- |
| Balog 6' (11-esből) Kámán 76' Rózsa 26' | (1 – 1) Jegyzőkönyv | Fischer 41' 51' 68' (11-esből) Dukon 52' Limperger 25' Topor 38' |

| ZTE Stadion, Zalaegerszeg Nézőszám: 8 000 Játékvezető: Nagy László (magyar) |

| 14. forduló 1988. november 19. |

| Vasas                                                             | 2 – 3               | Ferencváros                                       |
| ----------------------------------------------------------------- | ------------------- | ------------------------------------------------- |
| Pecha 37' 80′, 87′ Szabadi 46' Mészöly 3' Kecskés 61' Komjáti 73' | (2 – 1) Jegyzőkönyv | Kincses 4' Páling 66' Fischer 82' 85' Dukon 90+1' |

| Fáy utca, Budapest Nézőszám: 13 000 Játékvezető: Győri László (magyar) |

| 15. forduló 1988. december 3. |

| Ferencváros                                                       | 3 – 1               | Veszprémi SE                                                                |
| ----------------------------------------------------------------- | ------------------- | --------------------------------------------------------------------------- |
| Fischer 11' 89' (11-esből) 85' Páling 90+3' Keller 16' Pintér 32' | (1 – 1) Jegyzőkönyv | Süle 15' 41' Szécsi 15' Sántha 81' Csongrádi 85' Baranyi 86' Rugovics 90+4' |

| Üllői út, Budapest Nézőszám: 12 000 Játékvezető: Nagy László (magyar) |

#### Tavaszi fordulók
| 16. forduló 1989. február 25. |

| Ferencváros                   | 1 – 1               | Siófoki Bányász                    |
| ----------------------------- | ------------------- | ---------------------------------- |
| Bánki 84' Bús 37' Kincses 67' | (0 – 0) Jegyzőkönyv | Krausz 86' Kolovics 33' Olajos 53' |

| Üllői út, Budapest Nézőszám: 16 000 Játékvezető: Bay Ferenc (magyar) |

- Tizenegyesekkel (4 – 5) nyert a Siófok.

| 17. forduló 1989. március 1. |

| Váci Izzó                            | 2 – 1               | Ferencváros                    |
| ------------------------------------ | ------------------- | ------------------------------ |
| Zsivóczky 38' Víg 56' Kosztolnik 50' | (1 – 0) Jegyzőkönyv | Wukovics 81' Bús 66' Simon 75' |

| Ligeti Stadion, Vác Nézőszám: 10 000 Játékvezető: Puhl Sándor (magyar) |

| 18. forduló 1989. március 11. |

| Ferencváros                                 | 2 – 0               | Dunaújvárosi Kohász |
| ------------------------------------------- | ------------------- | ------------------- |
| Bánki 58' Dzurják 72' Fischer 68' Dukon 70' | (0 – 0) Jegyzőkönyv | Miskovitz 58'       |

| Üllői út, Budapest Nézőszám: 15 000 Játékvezető: Drigán György (magyar) |

| 19. forduló 1989. március 18. |

| Újpesti Dózsa | 0 – 2               | Ferencváros                |
| ------------- | ------------------- | -------------------------- |
|               | (0 – 1) Jegyzőkönyv | Fonnyadt 42' 64' Vaszil 4' |

| Megyeri út, Budapest Nézőszám: 25 000 Játékvezető: Molnár László (magyar) |

| 20. forduló 1989. március 25. |

| Ferencváros | 0 – 0               | Haladás VSE          |
| ----------- | ------------------- | -------------------- |
|             | (0 – 0) Jegyzőkönyv | Bognár 60' Görög 67' |

| Üllői út, Budapest Nézőszám: 17 000 Játékvezető: Győri László (magyar) |

- Tizenegyesekkel (3 – 4) nyert a Haladás.

| 21. forduló 1989. március 29. |

| Budapesti Honvéd       | 2 – 1               | Ferencváros          |
| ---------------------- | ------------------- | -------------------- |
| Csehi 59' 69' Sass 63' | (0 – 0) Jegyzőkönyv | Bánki 70' Vaszil 72' |

| Bozsik József Stadion, Budapest Nézőszám: 25 000 Játékvezető: Puhl Sándor (magyar) |

| 22. forduló 1989. április 15. |

| Ferencváros     | 1 – 0               | MTK–VM               |
| --------------- | ------------------- | -------------------- |
| Dzurják 14' 88' | (1 – 0) Jegyzőkönyv | Hahn 62' Horváth 64' |

| Üllői út, Budapest Nézőszám: 15 000 Játékvezető: Németh Lajos (magyar) |

| 23. forduló 1989. április 29. |

| Békéscsabai Előre | 0 – 0               | Ferencváros           |
| ----------------- | ------------------- | --------------------- |
| Ottlakán 60'      | (0 – 0) Jegyzőkönyv | Fischer 54′ Simon 67' |

| Kórház utcai stadion, Békéscsaba Nézőszám: 18 000 Játékvezető: Varga Sándor (magyar) |

- Tizenegyesekkel (6 – 5) nyert a Békéscsaba.

| 24. forduló 1989. május 6. |

| Ferencváros                                                   | 3 – 3               | Pécsi MSC                                   |
| ------------------------------------------------------------- | ------------------- | ------------------------------------------- |
| Topor 7' (11-esből) Wukovics 22' Pintér 90' 71' Limperger 75' | (2 – 2) Jegyzőkönyv | Lehota 4' 73' Bérczy 29' Turi 65' Márton 7' |

| Üllői út, Budapest Nézőszám: 10 000 Játékvezető: Plasek Gábor (magyar) |

- Tizenegyesekkel (4 – 2) nyert a Ferencváros.

| 25. forduló 1989. május 13. |

| Rába ETO              | 1 – 0               | Ferencváros |
| --------------------- | ------------------- | ----------- |
| Rubold 12' Turbék 29' | (1 – 0) Jegyzőkönyv | Simon 59'   |

| Rába ETO Stadion, Győr Nézőszám: 20 000 Játékvezető: Huták Antal (magyar) |

| 26. forduló 1989. május 20. |

| Ferencváros | 0 – 0               | Tatabányai Bányász      |
| ----------- | ------------------- | ----------------------- |
|             | (0 – 0) Jegyzőkönyv | Lakatos 15' Hegedűs 68' |

| Üllői út, Budapest Nézőszám: 12 000 Játékvezető: Győri László (magyar) |

- Tizenegyesekkel (10 – 9) nyert a Ferencváros.

| 27. forduló 1989. május 24. |

| Videoton             | 0 – 0               | Ferencváros            |
| -------------------- | ------------------- | ---------------------- |
| Csonka 55' Emmer 81' | (0 – 0) Jegyzőkönyv | Fischer 20' Pintér 43' |

| Sóstói Stadion, Székesfehérvár Nézőszám: 20 000 Játékvezető: Fekete Miklós (magyar) |

- Tizenegyesekkel (4 – 5) nyert a Ferencváros.

| 28. forduló 1989. május 27. |

| Ferencváros                                                                     | 5 – 0               | Zalaegerszegi TE        |
| ------------------------------------------------------------------------------- | ------------------- | ----------------------- |
| Limperger 13' Wukovics 59' Bánki 79' Pintér 85' (11-esből) Báder 90' Albert 66' | (1 – 0) Jegyzőkönyv | Csepregi 47' Molnár 80' |

| Üllői út, Budapest Nézőszám: 10 000 Játékvezető: Varga László (magyar) |

| 29. forduló 1989. június 7. |

| Ferencváros                                  | 4 – 0               | Vasas                |
| -------------------------------------------- | ------------------- | -------------------- |
| Dzurják 51' 75' Limperger 53' Pintér 84' 11' | (0 – 0) Jegyzőkönyv | Elekes 6' Csorba 52' |

| Üllői út, Budapest Nézőszám: 25 000 Játékvezető: Puhl Sándor (magyar) |

| 30. forduló 1989. június 10. |

| Veszprémi SE | 0 – 2               | Ferencváros                          |
| ------------ | ------------------- | ------------------------------------ |
|              | (0 – 0) Jegyzőkönyv | Dzurják 55' 63' Topor 47' Vaszil 65' |

| Városi stadion, Veszprém Nézőszám: 10 000 Játékvezető: Németh Lajos (magyar) |

#### A bajnokság végeredménye
|    | Csapat              | Játszott | Gy | Gy(b) | V (b) | V  | L  | K  | Gk  | P  | Megjegyzés                               |
| -- | ------------------- | -------- | -- | ----- | ----- | -- | -- | -- | --- | -- | ---------------------------------------- |
| 1  | Budapesti Honvéd SE | 30       | 16 | 6     | 1     | 7  | 44 | 28 | +16 | 61 | Bajnok, 1989–1990-es BEK                 |
| 2  | Ferencvárosi TC     | 30       | 16 | 4     | 3     | 7  | 49 | 29 | +20 | 59 | 1989–1990-es kupagyőztesek Európa-kupája |
| 3  | MTK-VM              | 30       | 13 | 8     | 3     | 6  | 41 | 34 | +7  | 58 | 1989–1990-es UEFA-kupa                   |
| 4  | Videoton SC         | 30       | 17 | 1     | 4     | 8  | 57 | 32 | +25 | 57 | 1989–1990-es UEFA-kupa                   |
| 5  | Rába ETO            | 30       | 16 | 3     | 2     | 9  | 44 | 31 | +13 | 56 | 1989-es Intertotó-kupa                   |
| 6  | Tatabányai Bányász  | 30       | 12 | 3     | 6     | 9  | 39 | 35 | +4  | 48 | 1989-es Intertotó-kupa                   |
| 7  | Békéscsabai Előre   | 30       | 12 | 4     | 2     | 12 | 40 | 36 | +4  | 46 |                                          |
| 8  | Váci Izzó MTE       | 30       | 10 | 5     | 5     | 10 | 33 | 34 | -1  | 45 | 1989-es Intertotó-kupa                   |
| 9  | Újpesti Dózsa       | 30       | 11 | 2     | 4     | 13 | 37 | 35 | +2  | 41 |                                          |
| 10 | Veszprémi SE        | 30       | 9  | 6     | 2     | 13 | 23 | 35 | -12 | 41 |                                          |
| 11 | Pécsi MSC           | 30       | 9  | 3     | 7     | 11 | 35 | 37 | -2  | 40 |                                          |
| 12 | Siófoki Bányász     | 30       | 8  | 4     | 6     | 12 | 34 | 41 | -7  | 38 | 1989-es Intertotó-kupa                   |
| 13 | Haladás VSE         | 30       | 7  | 5     | 4     | 14 | 31 | 44 | -13 | 35 | Osztályozó                               |
| 14 | Vasas SC            | 30       | 8  | 2     | 7     | 13 | 35 | 58 | -23 | 35 | Osztályozó                               |
| 15 | Zalaegerszegi TE    | 30       | 7  | 4     | 5     | 14 | 37 | 44 | -7  | 34 | Kiestek az NB II-be                      |
| 16 | Dunaújvárosi Kohász | 30       | 3  | 6     | 5     | 16 | 27 | 53 | -16 | 26 | Kiestek az NB II-be                      |

### Magyar kupa
4. forduló
| 1988. november 26. |

| Salgótarjáni BTC | 1 – 3               | Ferencváros  |
| ---------------- | ------------------- | ------------ |
| Sváb             | (0 – 2) Jegyzőkönyv | Dzurják Nagy |

| Salgótarján Nézőszám: 5 000 Játékvezető: Makó István (magyar) |

Nyolcaddöntő
| 1988. november 30. |

| Ferencváros     | 2 – 0               | Haladás VSE |
| --------------- | ------------------- | ----------- |
| Dzurják 13' 49' | (1 – 0) Jegyzőkönyv |             |

| Üllői út, Budapest Nézőszám: 5 000 Játékvezető: Lázin János (magyar) |

Negyeddöntő
| 1989. április 19. |

| Répcelak | 0 – 3               | Ferencváros                                   |
| -------- | ------------------- | --------------------------------------------- |
| Kiss 60' | (0 – 2) Jegyzőkönyv | Fonnyadt 9' Bánki 37' Wukovics 48' Pintér 78' |

| Répcelak Nézőszám: 5 000 Játékvezető: Nagy II. (magyar) |

| 1989. május 3. |

| Ferencváros                            | 4 – 1               | Répcelak   |
| -------------------------------------- | ------------------- | ---------- |
| Wukovics 6' 56' Albert 25' Dzurják 29' | (3 – 0) Jegyzőkönyv | Csorba 84' |

| Üllői út, Budapest Nézőszám: 5 000 Játékvezető: Szilágyi Sándor (magyar) |

Elődöntő
| 1989. május 10. |

| Siófoki Bányász                                             | 2 – 1               | Ferencváros                      |
| ----------------------------------------------------------- | ------------------- | -------------------------------- |
| Boda 68' Meksz 82' Olajos 30' Quirikó 57' Szabó L. 72′, 88′ | (0 – 1) Jegyzőkönyv | Keller 34' Pintér 72' Vaszil 88' |

| Révész Géza utcai stadion, Siófok Nézőszám: 8 000 Játékvezető: Drigán György (magyar) |

| 1989. május 17. |

| Ferencváros                                           | 3 – 0               | Siófoki Bányász |
| ----------------------------------------------------- | ------------------- | --------------- |
| Páling 11' Aczél 53' (öngól) Topor 80' 66' Vaszil 26' | (1 – 0) Jegyzőkönyv | Aczél 75′, 82′  |

| Üllői út, Budapest Nézőszám: 10 000 Játékvezető: Roxin György (magyar) |

Döntő
| 1989. június 14. |

| Budapesti Honvéd   | 1 – 0               | Ferencváros |
| ------------------ | ------------------- | ----------- |
| Fodor 64' Cseh 59' | (0 – 0) Jegyzőkönyv | Simon 24'   |

| Népstadion, Budapest Nézőszám: 20 000 Játékvezető: Győri László (magyar) |

### Egyéb mérkőzések
| 1988. július 22. |

| Amateure Steyr | 1 – 2       | Ferencváros |
| -------------- | ----------- | ----------- |
|                | Jegyzőkönyv | Dzurják     |

| Steyr |

| 1988. július 24. |

| Rochrbach kerületi válogatott | 1 – 11      | Ferencváros                                                |
| ----------------------------- | ----------- | ---------------------------------------------------------- |
|                               | Jegyzőkönyv | Dzurják Fischer Limperger Kincses Keller Topor Dukon Bánki |

| Rochrbach |

| 1988. július 30. |

| Ferencváros | 0 – 1               | Malmö FF    |
| ----------- | ------------------- | ----------- |
|             | (0 – 1) Jegyzőkönyv | Jönsson 35' |

| Üllői út, Budapest Nézőszám: 8 000 Játékvezető: Pádár László (magyar) |

| 1988. augusztus 3. |

| Ferencváros            | 2 – 0               | Austria Wien |
| ---------------------- | ------------------- | ------------ |
| Dzurják 80' Keller 89' | (0 – 0) Jegyzőkönyv |              |

| Hungária körút, Budapest Nézőszám: 2 000 Játékvezető: Drigán György (magyar) |

| 1988. augusztus 4. |

| MTK–VM                | 2 – 1               | Ferencváros |
| --------------------- | ------------------- | ----------- |
| Hannich 3' Kékesi 23' | (2 – 1) Jegyzőkönyv | Fischer 27' |

| Hungária körút, Budapest Nézőszám: 6 500 Játékvezető: Huták Antal (magyar) |

| 1989. február 15. |

| Füchse Berlin | 1 – 3       | Ferencváros            |
| ------------- | ----------- | ---------------------- |
|               | Jegyzőkönyv | Dzurják Páling Kincses |

| Nyugat-Berlin |

| 1989. február 16. |

| Türkiyemspor | 0 – 1       | Ferencváros |
| ------------ | ----------- | ----------- |
|              | Jegyzőkönyv | Wukovics    |

| Nyugat-Berlin |

| 1989. április 11. |

| Dunaszerdahely | 2 – 0       | Ferencváros |
| -------------- | ----------- | ----------- |
|                | Jegyzőkönyv |             |

| Dunaszerdahely |

| 1989. május 31. |

| Thiersheim | 2 – 9       | Ferencváros                         |
| ---------- | ----------- | ----------------------------------- |
|            | Jegyzőkönyv | Wukovics Topor Bánki Dzurják Pintér |

| Thiersheim |

## Külső hivatkozások
- A csapat hivatalos honlapja (magyarul)
- Az 1988–89-es szezon menetrendje a tempofradi.hu-n (magyarul)